# Ilzene socken
Ilzene socken (lettiska: Ilzenes pagasts) är ett administrativt område i Alūksne kommun i Lettland.